# Daniela Cruz
Daniela María Cruz Mejía sinh ngày 8 tháng 3 năm 1991, là một cầu thủ bóng đá người Costa Rica, chơi ở vị trí hậu vệ cho Deportivo Saprissa và đội tuyển bóng đá nữ quốc gia Costa Rica

## Sự nghiệp
Cruz là một cầu thủ bóng đá chuyên nghiệp người Costa Rica, hiện đang chơi cho đội Red Star Belgrade ở Giải bóng đá hạng nhất Serbia. Cruz bắt đầu sự nghiệp chuyên nghiệp của mình tại Sportek de Heredia, nơi cô giành chức vô địch ở giải hạng hai và thăng hạng lên Giải bóng đá nữ Costa Rica.
Năm 2010, cô có cơ hội du học tại Hoa Kỳ và chơi cho đội West Florida Argonauts ở NCAA Division II. Cô giành chức vô địch Division II cùng đội vào năm 2012.
Sau khi tốt nghiệp đại học vào năm 2014, Cruz trở về Costa Rica để chơi cho đội Deportivo Saprissa FF, nơi cô cũng giành được chức vô địch vào năm 2014. Với Saprissa, cô giành được chức vô địch Apertura 2015 và đạt được bước tiến lớn trong sự nghiệp bằng cách ký hợp đồng với đội Red Star Belgrade ở Giải bóng đá hạng nhất Serbia với tùy chọn gia hạn hợp đồng 1 năm.
Cruz là một cầu thủ bóng đá chuyên nghiệp người Costa Rica đang chơi cho RCD Espanyol Femenino ở Tây Ban Nha. Khi ông của cô ấy đang chơi cho Red Star Belgrade ở Serbia vào năm 2016, cô ấy bị ốm và trở về Costa Rica để chăm sóc họ. Trong trận đấu cuối cùng ở Serbia, cô bị chấn thương nặng phải phẫu thuật. Sao đỏ Belgrade không gia hạn hợp đồng vì chấn thương nên Cruz trở lại Costa Rica thi đấu cho Deportivo Saprissa FF. Năm 2018, cô giành chức vô địch Clausura và là đội trưởng của đội. Cruz cũng là huấn luyện viên của Đội nữ Saprissa U-13.
Trước khi chuyển đến Tây Ban Nha, Cruz đã giành chức vô địch Apertura 2019 với Deportivo Saprissa FF, ghi bàn thắng cho Olympic trong trận chung kết với AD Moravia. Vào tháng 6 năm 2019, RCD Espanyol Femenino thông báo rằng Cruz đã ký hợp đồng với đội để chơi cùng với đồng đội người Costa Rica Catherine Alvarado.

## Tham Khảo
1. 1 2 3  “List of Players – 2015 FIFA Women's World Cup” (PDF). Fédération Internationale de Football Association. Bản gốc (PDF) lưu trữ ngày 10 tháng 4 năm 2016. Truy cập ngày 18 tháng 6 năm 2015.
2. ↑  “Yo Soy”. Federación Costarricense de Fútbol (bằng tiếng Spanish). Bản gốc lưu trữ ngày 26 tháng 6 năm 2015. Truy cập ngày 24 tháng 6 năm 2015.Quản lý CS1: ngôn ngữ không rõ (liên kết)
3. ↑  “Profile”. FIFA.com. Bản gốc lưu trữ ngày 11 tháng 6 năm 2015. Truy cập ngày 18 tháng 6 năm 2015.